# Мзоковы
Мзо́ковы (осет. Мзоктæ, Мызоктæ) — осетинская фамилия.

## Происхождение
Фамилия Мзоковых относится к числу древнейших осетинских фамилий, происходит от рода Царазонта. Основателем фамилии был Мзок, житель селения Нузал в Алагирском ущелье. У Мзока было четыре сына: Дзандар, Таркан, Асой и Алихан. На сегодняшний день насчитывается 90 семей Мзоковых. Представители этой фамилии проживают во многих селениях и городах Северной Осетии, а также в Кабардино-Балкарии.

## Генеалогия
В списке жителей аула Кабанова за 1886 год значатся алагирцы Татархан Мзоков и Магомет Камарзаев. Татархан был женат на дочери дигорского гагуата Фатимат Айдаруковне Хорановой. Госса Татархановна была замужем за балкарским таубием Кази Тугановичем Темиркановым. Салафир Татарханович был женат на дочери дигорского гагуата Хаирхан Кургоковне Асеевой.
Арвадалта
Аладжиковы, Купеевы, Чельдиевы

## Известные носители
- Андрей Алексеевич Мзоков (1889–1949) — герой Гражданской войны. С 1917 года являлся членом РКП(б), начальником особого отдела Туркестанской республики.
- Семён Солтанович Мзоков — судья Верховного Суда РСО-Алания, председатель судебного состава.
- Тимур Борисович Мзоков — старший лейтенант милиции, награждён медалью «За отличие в охране общественного порядка» (посмертно).

Спорт
- Алан Эдуардович Мзоков (1972) — борец вольник, МС СССР, чемпион Европы среди юниоров, многократный чемпион Украины.
- Олег Таймуразович Мзоков (1988) — сумоист, чемпион Европы и бронзовый призёр первенства мира в командном зачёте.
- Феликс Захарович Мзоков (1946) — мастер спорта по вольной борьбе, заслуженный тренер России.